# Broad Daylight
Broad Daylight er en amerikansk stumfilm fra 1922 af Irving Cummings.

## Medvirkende
- Lois Wilson som Nora Fay
- Jack Mulhall som Joel Morgan
- Ralph Lewis som Peter Fay
- Kenneth Gibson som Davy Sunday
- Wilton Taylor som Marks
- Ben Hewlett som Shadow Smith
- Robert Walker